# Seria 230.000
Primele 18 locomotive ale liniei P8 au ajuns în România ca despăgubire de război. Până în 1923 au fost marcate cu numerele originale prusace; CFR atribuind numerele 230.036-53 în cadrul noului sistem din 1920. În 1920, CFR a comanda în Germania încă 75 de locomotive - 230.001-035 și 230.054-093. Locomotivele au fost echipate cu iluminare cu kerosen, nu au avut o frână cu acționare automată sau o încălzire suplimentară cu ulei, ambele fiind montate retrofit. În 1926, CFR a achiziționat încă 18 mașini de la DR.
Douăzeci de locomotive comandate în 1929 și livrate în anul următor a avut deja montate din fabrică în conformitate cu cerințele CFR - iluminat electric AEG, încălzire suplimentară ulei, injector Friedmann LF X pentru a Aburul de evacuare injector ASZ 10 pe o pereche ascuțită . Mașinile au primit numerele 230.112-131.
Din 1932 , aceste locomotive au fost fabricate local de Uzina Malaxa și Reșita. Locomotivele au avut parametri ușor diferiți, în special o greutate totală puțin mai mică. Un total de 139 de mașini au fost livrate între 1932-1936 de către Resita și 91 în 1932-1939 de Malaxa. Ultimele 19 mașini de la Reșița aveau o valvă Lentz (230.501-519), iar 11 1936 motoare produse de Malaxa aveau o galerie de vane Caprotti (230.520-530). Aceste 30 de mașini au avut de asemenea iluminat electric din fabrica. Cu ocazia reparațiilor principale, cablajul supapei a fost înlocuit în anii 1951-53 cu supapele de închidere.

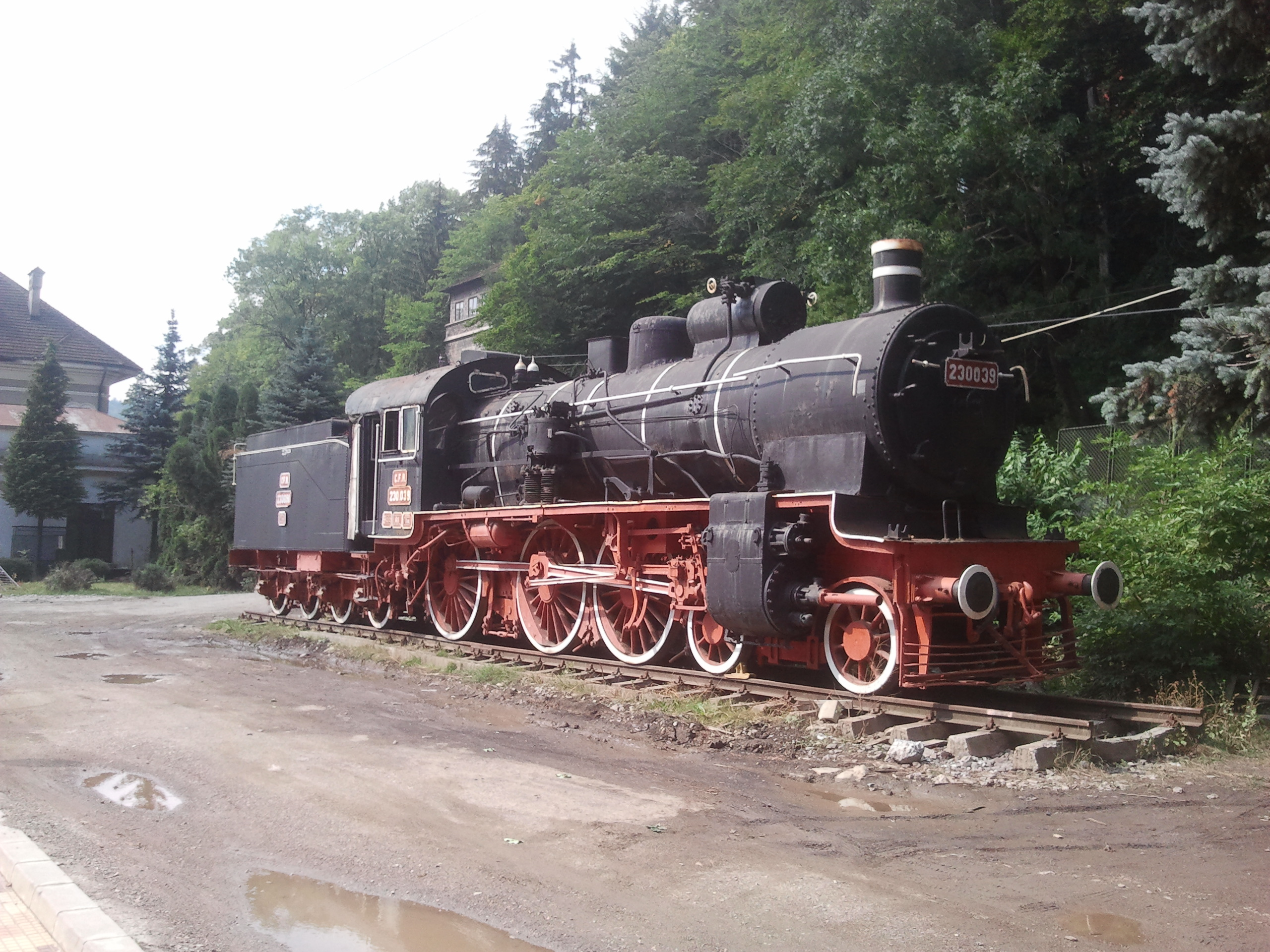
CFR 230.039 în Gara Sinaia

## Legături externe
- Locomotiva cu tender 230.000 - arhiva.construim-romania.ro Arhivat în 2 martie 2018, la Wayback Machine.